# کارائو-تپوی
کارائو-تپوی (به اسپانیایی: Carrao) یک کوه در ونزوئلا است که در ایالت بولیوار واقع شده‌است. کارائو-تپوی ۲٬۲۰۰ متر بالاتر از سطح دریا واقع شده‌است.